# Masters de Roma 2006

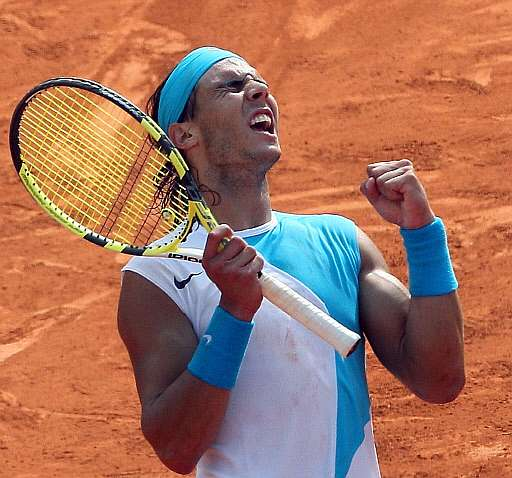
Rafael Nadal, ganador masculino.

El Internazionali BNL d'Italia 2006 fue la edición de 2006 del torneo de tenis Masters de Roma. El torneo masculino fue un evento de los Masters Series 2006 y se celebró desde el 8 hasta el 15 de mayo. El torneo femenino fue un evento de la Tier I 2006 y se celebró desde el 15 hasta el 22 de mayo.

## Campeones

### Individuales Masculino
Rafael Nadal vence a  Roger Federer, 6–7(0–7), 7–6(7–5), 6–4, 2–6, 7–6(7–5)

### Individuales Femenino
Martina Hingis vence a  Dinara Safina, 6–2, 7–5

### Dobles Masculino
Mark Knowles /  Daniel Nestor vencen a  Jonathan Erlich /  Andy Ram, 4–6, 6–4, [10–6]

### Dobles Femenino
Daniela Hantuchová /  Ai Sugiyama vencen a  Francesca Schiavone /  Květa Peschke, 3–6, 6–3, 6–1